# Hans Schaffner
Hans Schaffner (16 de Dezembro de 1908 - 26 de Novembro de 2004) foi um político suíço, servido como presidente da Confederação suíça em 1966.
Ele foi eleito para o Conselho Federal suíço em 15 de Junho de 1961 e terminou o mandato a 31 de Janeiro de 1970.